# Mike Tullberg
Mike Tullberg er en tidligere dansk fodboldspiller. Han indstillede karrieren i 2012 i en alder af 27 efter en række alvorlige skader. I dag er han træner for Borussia Dortmunds andethold.

## Karriere

### AGF
Han fik sin første professionelle kontrakt i AGF i december 2005, da klubben hentede ham i amatørklubben Grenaa IF i Danmarksserien. Kontrakten med Aarhus-klubben blev senere forlænget så den gjaldt frem til udgangen af 2010.
Tullberg slog for alvor sit navn fast da han scorede et saksesparksmål mod Brøndby IF i Superligaen d. 18. august 2007. Målet var kampens eneste og Tullberg blev derfor matchvinder i 1-0 sejren over Brøndby. Målet blev efterfølgende kåret til det årets mål 2007 i Superligaen af flere medier. Kampen mod Brøndby blev Tullbergs næstsidste for AGF, da han kort efter blev solgt til den italienske Serie A-klub Reggina for angiveligt for 7,5 millioner kroner. Han fik en fireårig kontrakt med den italienske klub.

### Reggina Calcio
Tullberg fik en svær start i sin nye klub, da han ved første træningspas i Reggina, sparkede holdets absolutte stjernespiller Nicola Amoruso ned. 
Opholdet i Reggina blev ikke en succes for Tullberg og allerede efter et år søgte han væk fra klubben.
Han blev i 2008 udlånt til den skotske klub Hearts på en etårig lejeaftale. Opholdet i Hearts blev dog i høj grad ødelagt af skader.

### Oberhausen
Den 31. august 2009 skiftede han til den tyske 2. Bundesliga-klub Rot-Weiß Oberhausen på en kontrakt gældende til sommeren 2011. Skaderne fortsatte dog med at ramme Tullberg, og kort tid efter sin ankomst til Oberhausen blev han igen ramt af skader. Han forlod klubben i sommeren 2011 efter blot at have spillet fire kampe for klubben.
Herefter forsøgte han at genoptræne i Schalkes træningscenter, men det gik ikke som håbet og i foråret 2012 valgte han at indstille karrieren.